# Azorella

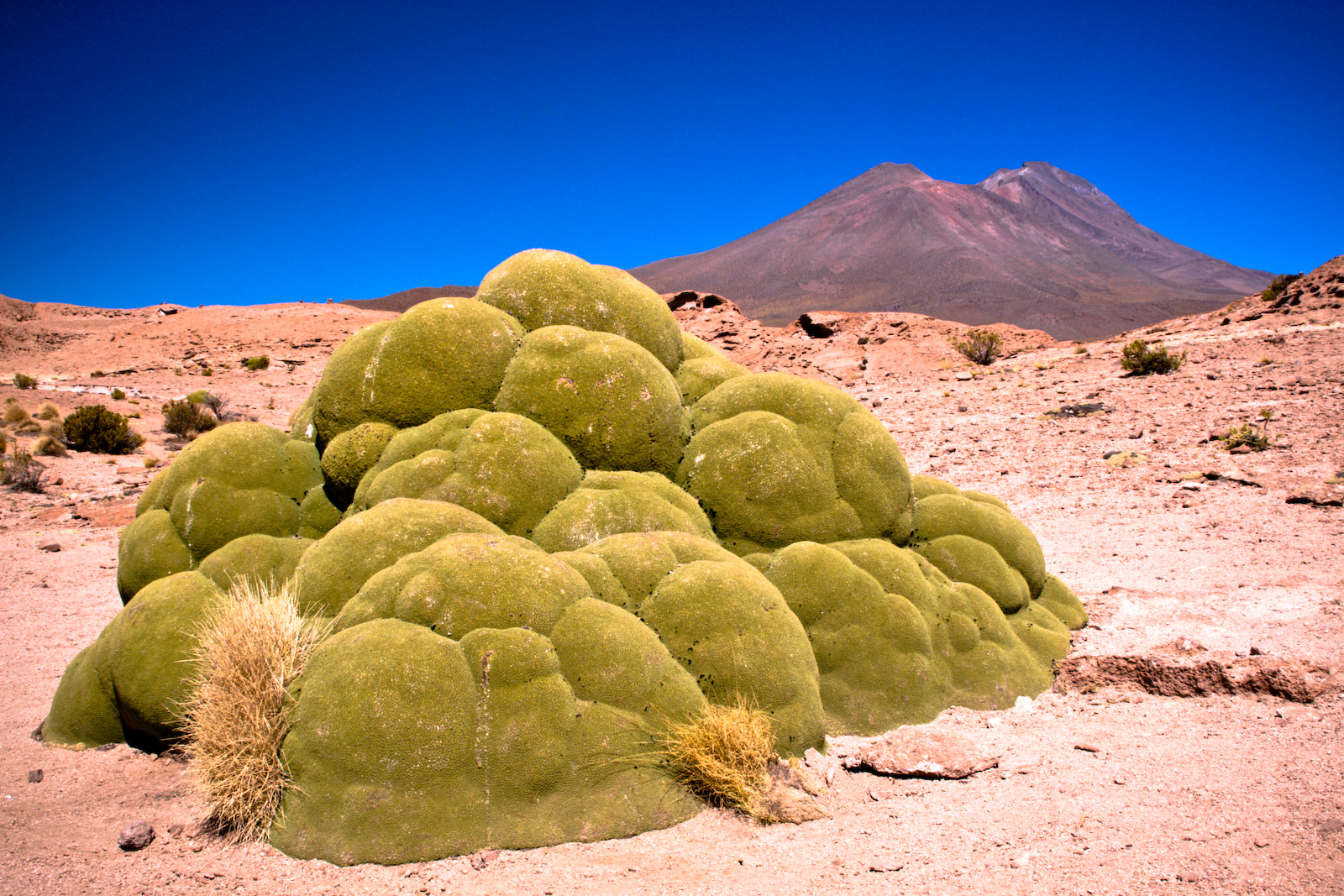
Mający 3 tys. lat okaz Azorella compacta

Azorella, azorka (Azorella Lamarck) – rodzaj roślin z rodziny selerowatych (Apiaceae). Obejmuje 56 gatunków. Występują one w Ameryce Południowej od Ziemi Ognistej i Falklandów na południu do Kostaryki na północy, poza tym na wyspach subantarktycznych, w Nowej Zelandii i południowo-wschodniej Australii. Rosną zwykle w miejscach skalistych i żwirowych, na torfowiskach i w trawiastych murawach, często tworząc charakterystyczne, zbite darnie i poduszki. Rośliny niektórych gatunków tworzą na tyle sztywne poduszki, że można na nich stanąć, nie zostawiając śladu. Najstarsze, okazałe okazy osiągają wiek 3 tysięcy lat. Są to rośliny typowe dla formacji wysokich Andów, ale część gatunków spotykana jest także w innych zbiorowiskach roślinnych na mniejszych wysokościach.
Znaczenie użytkowe ma zwłaszcza azorella trójdzielna A. trifurcata uprawiana jako ozdobna. Niektóre gatunki użytkowane są lokalnie jako rośliny lecznicze. Mogą znaleźć znaczenie w terapii cukrzycy. Ze względu na rozwój w krajobrazie bezdrzewnym i dostarczanie dobrego opału (przy spalaniu rośliny te dają dużo ciepła i mało dymu) – wiele gatunków jest nadmiernie pozyskiwanych i z tego powodu zagrożonych. 

## Morfologia

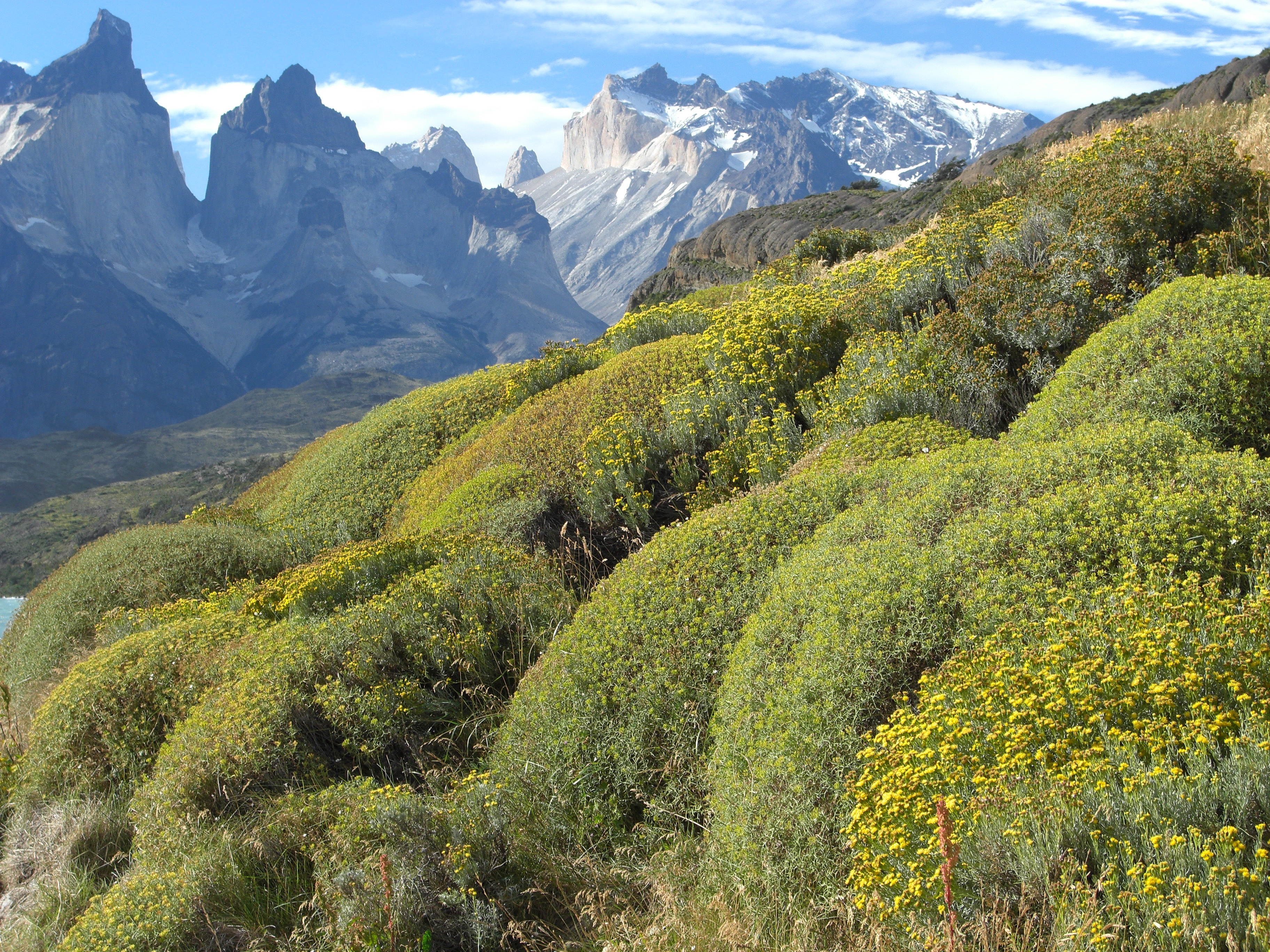
Azorella prolifera

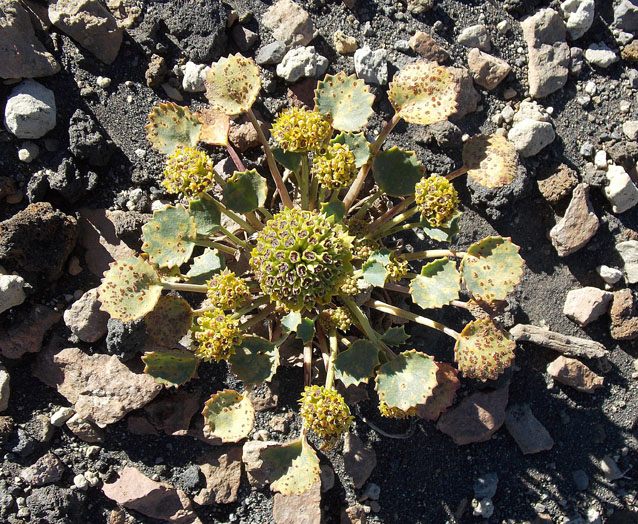
Azorella volcanica

PokrójByliny o niskich pędach tworzących zbite darnie i poduszki osiągające ponad 0,6 m wysokości i 1 m średnicy. Pędy owłosione lub nagie.
LiścieOgonkowe, o ogonkach często trwałych i sztywnych. Blaszka różnego kształtu – od niepodzielonej i kolistej do wcinanej i wielokrotnie podzielonej. Blaszka bywa cienka lub mięsista.
KwiatyDrobne, zebrane w pojedyncze baldachy na szczytach pędów, eksponowane na szypułach lub schowane wśród liści. Działki kielicha drobne. Korona tworzona jest przez 5 wolnych, zielonkawych, żółtawych do brązowych płatków. Pręcików 5. Zalążnia dolna, dwukomorowa, w każdej z komór z pojedynczym zalążkiem. Szyjki słupka dwie, trwałe lub nie.
OwoceRozłupnia rozpadająca się na dwie rozłupki, spłaszczone lub cylindryczne albo kuliste, nagie lub owłosione, żebrowane mniej lub bardziej wyraźnie.

## Systematyka
Pozycja systematyczna
Rodzaj z podrodziny Azorelloideae z rodziny araliowatych Araliaceae. Dawniej rodzaj włączany był do podrodziny Hydrocoloideae, która mimo podobieństw morfologicznych tworzących ją roślin okazała się nie mieć charakteru monofiletycznego i podzielona została między rodziny selerowatych i araliowatych.
Wykaz gatunków
- Azorella acaulis (Cav.) Drude
- Azorella albovaginata (Gillies & Hook.) G.M.Plunkett & A.N.Nicolas
- Azorella allanii (Cheeseman) G.M.Plunkett & A.N.Nicolas
- Azorella ameghinoi Speg.
- Azorella andina (Phil.) Drude
- Azorella aretioides (Kunth) Willd. ex DC.
- Azorella biloba (Schltdl.) Wedd.
- Azorella boelckei (Mathias & Constance) G.M.Plunkett & A.N.Nicolas
- Azorella burkartii (Mathias & Constance) G.M.Plunkett & A.N.Nicolas
- Azorella cockaynei Diels
- Azorella colensoi (Domin) G.M.Plunkett & A.N.Nicolas
- Azorella compacta Phil.
- Azorella corymbosa (Ruiz & Pav.) Pers.
- Azorella crassipes Phil.
- Azorella crenata (Ruiz & Pav.) Pers.
- Azorella cryptantha (Clos) Reiche
- Azorella cuatrecasasii Mathias & Constance
- Azorella diapensioides A.Gray
- Azorella diversifolia Clos
- Azorella echegarayi (Hieron.) G.M.Plunkett & A.N.Nicolas
- Azorella exigua (Hook.f.) Drude
- Azorella filamentosa Lam.
- Azorella fragosea (F.Muell.) Druce
- Azorella fuegiana Speg.
- Azorella haastii (Hook.f.) Drude
- Azorella hallei (Skottsb.) G.M.Plunkett & A.N.Nicolas
- Azorella hookeri Drude
- Azorella hydrocotyloides (Hook.f.) Kirk
- Azorella julianii Mathias & Constance
- Azorella lyallii (J.B.Armstr.) G.M.Plunkett & A.N.Nicolas
- Azorella lycopodioides Gaudich.
- Azorella macquariensis Orchard
- Azorella madreporica Clos
- Azorella microphylla (Cav.) G.M.Plunkett & A.N.Nicolas
- Azorella monantha Clos
- Azorella monteroi S.Martínez & Constance
- Azorella multifida (Ruiz & Pav.) Pers.
- Azorella nitens Petrie
- Azorella nivalis Phil.
- Azorella pallida (Kirk) Kirk
- Azorella patagonica Speg.
- Azorella pedunculata (Spreng.) Mathias & Constance
- Azorella polaris (Hombr. & Jacquinot) G.M.Plunkett & A.N.Nicolas
- Azorella prolifera (Cav.) G.M.Plunkett & A.N.Nicolas
- Azorella pulvinata Wedd.
- Azorella ranunculus d'Urv.
- Azorella robusta (Kirk) G.M.Plunkett & A.N.Nicolas
- Azorella roughii (Hook.f.) Kirk
- Azorella ruizii G.M.Plunkett & A.N.Nicolas
- Azorella schizeilema G.M.Plunkett & A.N.Nicolas
- Azorella selago Hook.f.
- Azorella spinosa (Ruiz & Pav.) Pers.
- Azorella triacantha (Griseb.) Mart.Fernández & C.I.Calviño
- Azorella trifoliolata Clos
- Azorella trifurcata (Gaertn.) Pers. – azorella trójdzielna[5]
- Azorella trisecta (H.Wolff) Mart.Fernández & C.I.Calviño
- Azorella ulicina (Gillies & Hook.) G.M.Plunkett & A.N.Nicolas
- Azorella valentini (Speg.) Mart.Fernández & C.I.Calviño